# Movimiento para la Renovación Democrática y el Desarrollo
El Movimiento para la Renovación Democrática y el Desarrollo (en árabe: لحركة التجديد الديموقراطي والتنمية; en francés: Mouvement pour le renouveau démocratique et le développement), abreviado como MRD, es un partido político yibutiano establecido el 27 de septiembre de 1992 con el nombre de Partido para la Renovación Democrática (Parti pour le renouveau démocratique o PRD) por Mohamed Djame Elabe, exministro del gobierno de Hassan Gouled Aptidon. Fue el primer partido político opositor legalmente registrado luego el fin del régimen unipartidista dominado por la Agrupación Popular para el Progreso (RPP) imperante entre 1981 y 1992. Fue también el principal partido de la oposición legal en Yibuti durante la guerra civil (1991-1994). El partido contó con sus principales apoyos entre la población Afar.
El PRD fue el único partido aparte de la RPP que participó en las elecciones parlamentarias de 1992, que fueron boicoteadas por la mayoría de las fuerzas opositoras. El PRD presentó candidaturas en tres de las cinco circunscirpciones, obteniendo el 25,41% de los votos y ningún escaño en la Asamblea Nacional debido al sistema electoral de escrutinio mayoritario plurinominal. Su mejor resultado fue en la Ciudad de Yibuti con un 31,46% de los votos. En las elecciones presidenciales de 1993, Djarme se ubicó segundo detrás de Gouled con el 22,04% de los votos. Djame murió el 26 de noviembre de 1996, y el PRD celebró un congreso el 23 de mayo de 1997, eligiendo a Abdillani Hamariteha como presidente del PRD, a Maki Houmed Gaba como primer vicepresidente y a Carton Dibeth Oblik como segundo vicepresidente.
En las elecciones parlamentarias de 1997 el PRD volvió a disputar tres circunscripciones. Logró obtener más de un tercio de los votos en la capital, pero logró solo un 19,19% de los votos, no logrando tampoco ningún escaño. En las elecciones presidenciales de 1999, el PRD apoyó la candidatura independiente de Ahmed Idriss Moussa en coalición con el Partido Nacional Democrático, que logró el 25,98% de los votos y obtuvo el triunfo en la región de Ali-Sabieh (hasta la fecha, la única ocasión en que una fuerza opositora yibutense ha obtenido una victoria a nivel regional).
El 25 de noviembre de 1998, Hamariteha firmó con los dirigentes del Grupo para la Democracia y la República y del Frente de Oposición Unida de Yibuti un comunicado en el que se establecía una alianza entre los tres grupos. De cara a las elecciones parlamentarias de 2003, el PRD concurrió en la Unión para la Alternancia Democrática, que superó el 37% de los votos pero no obtuvo ningún escaño. Después de estas elecciones, el PRD cambió su nombre a MRD y desde 2013 integra la coalición de partidos opositores Unión para la Salvación Nacional, bajo el liderazgo de Daher Ahmed Farah.